# Essam Baheeg
Essam Baheeg (en árabe: عصام بهيج‎; Alejandría, Egipto, 26 de febrero de 1931-El Cairo, Egipto, 4 de diciembre de 2008) fue un futbolista y entrenador de fútbol de Egipto que jugó en la posición de extremo.

## Carrera

### Club
Jugó toda su carrera con el Zamalek SC de 1949 a 1960, con quien fue campeón de la copa nacional en cinco ocasiones y ganó la Copa de El Cairo tres veces.

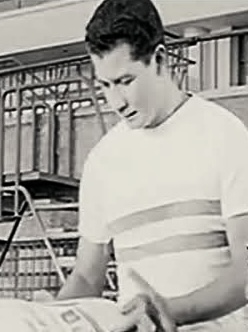
Essam Baheeg

### Selección nacional
Jugó para Egipto en 15 ocasiones de 1953 a 1960 y anotó cuatro goles; participó en la Copa Africana de Naciones 1959.

### Entrenador
| Periodo   | Club        |
| --------- | ----------- |
| 1987–1988 | Zamalek SC  |
| 1999–2000 | El-Qanah FC |
| 2000–2001 | Sharqiya SC |
| 2002-2003 | Sohag SC    |

## Logros

### Jugador
- Africa Cup of Nations (1): 1959
- Egypt Cup (5): 1951–52, 1954–55, 1956–57, 1957–58, 1958–59
- Cairo League (3): 1950–51, 1951–52, 1952–53

### Entrenador
- Egyptian Premier League (1): 1987–88
- Egypt Cup (1): 1987–88
- Afro-Asian Club Championship (1): 1987

## Cine
HÉl apareció en la película Talk of the City (Hadeeth Al-Madina en árabe: حديث المدينة‎) en 1964.